# لغة رمزية
اللغة الرمزية هي فن الكتابة السرية، استخدم من قديم الزمن. والمسجلة الرمزية عبارة عن رسالة سرية، صيغة تسجيلها سرية كذلك. ومن هذه الصيغ: القانون، والشفرة، والكتابة الغير مرتبة، وطرائق أخرى لا تفصح عن المعنى الحقيقي للرسالة إلا لمن يعرف مفتاحها الأصلي. وتستخدم الحكومات الكتابة بلغة الرمز والشفرة في رسائلها السرية، سواء في أيام السلم أو في أوقات الحرب، منعًا لتسرب المعلومات.